# 阮攸
阮攸（越南语：／；1766年1月3日—1820年9月16日），字素如（越南语：／） ，號清軒（越南语：／），又號鴻山獵戶（Hồng Sơn lạp hộ）、南海釣徒。诗人，作家。越南後黎朝末期至阮朝初期的文学家。

## 生平
阮攸是乂安處德光府宜春縣仙田社（今屬河靜省宜春縣）人，景興二十六年十一月二十三日（1766年1月3日）出生在升龍。阮攸出生在一個官宦家庭。伯父阮僡、父親阮儼和兄長阮侃均是後黎朝進士出身，父親阮儼封春郡公，大司徒。景興三十六年（1775年），父親阮儼去世。兩年後，母親也去世。年少的阮攸由同父異母的兄長阮侃撫養長大。
景興四十一年（1780年），阮侃因鄭棕謀反案被免職，軟禁在王府。阮攸被送至山南下鎮親戚段阮俊就學。景興四十四年（1783年），阮攸參加山南場鄉試，考中生徒。然後娶段阮俶的女兒、段阮俊的妹妹為妻。
光中二年（1789年），阮惠擊潰清軍，建立政權。阮攸的親屬段阮俊選擇與西山朝合作，被任命為吏部侍郎，同母兄長阮偍被任命為太史。而阮攸的異母四哥阮𠇶則在光中四年（1791年）因反對西山朝而被殺害。景盛元年（1793年）阮攸到京師富春探望兄長阮偍和妻兄段阮俊。
景盛四年（1796年），阮攸計劃前往嘉定拜見阮福映，結果在乂安被扣留3個月。
嘉隆元年（1802年），阮福映推翻西山朝，建立阮朝，任命阮攸為芙蓉知縣，後升常信知府，不久因病辭官。嘉隆五年（1806年），起復為東閣學士，封攸德侯。嘉隆八年（1809年），出為廣平營該簿，頗有政績。嘉隆十二年（1813年），升勤政殿學士，充如清歲貢正使。回國後，再升禮部右參知。
明命元年（1820年），明命帝再命阮攸出使清朝，未及成行，阮攸在八月十日（9月16日）病逝。

## 文學
阮攸家學深厚，伯父、父親和多位兄長均是進士、舉人出身，形成了“鴻山文派”。阮攸的名作有《金雲翹傳》、《招魂文》、《帽坊青年托辭》、《活祭布坊少女文》等。《金雲翹傳》奠定了他在越南文壇泰斗的地位。
阮攸有漢字詩《北行雜錄》132首，為1813年至1814年，從越南出使中國北京的作品，刻畫中國、越南社會現狀、百姓遭遇、文化歷史，以及自然景物等描寫，亦分析探索阮攸的心靈世界。除此之外，並有漢詩《清軒詩集》78首、《南中雜吟》40首。